# Rohrach (Heidenheim)
Rohrach ist ein Gemeindeteil des Marktes Heidenheim im Landkreis Weißenburg-Gunzenhausen (Mittelfranken, Bayern). Rohrach liegt in der Gemarkung Degersheim.

## Geographische Lage
Das Juradorf liegt in der Fränkischen Alb im Hahnenkamm in einer Talmulde der Östlichen Rohrach an der Staatsstraße 2218 zwischen Degersheim und der Fuchsmühle. Von Heidenheim ist Rohrach 4,1 Kilometer entfernt.

## Geschichte
Rohrach hatte im Mittelalter wohl einen eigenen Ortsadel, dessen Burg auf dem Schloßberg über der nahen Fuchsmühle stand. Eine frühe Erwähnung fand Rohrach in einem Bericht des Abtes Adalbert vom Kloster Heidenheim um 1154/55; das Kloster war im Besitz des Herrenhofs von Rohrach. Zustiftungen der Klostervögte, der Grafen von Truhendingen, geschahen auch aus deren Rohracher Besitz. Das Kloster kaufte, verkaufte und tauschte seinerseits Rechte und Güter in Rohrach. So gingen 1282 zwei Huben zu Rohrach an Konrad von Muhr über, und so gelangte 1298 das Kloster in den Besitz der Vogteirechte über den Meierhof. Um 1400 war das Kloster im Besitz des großen Zehnten von Rohrach.
1533 wurde das katholische Dorf im Zuge der Umsetzung der Reformation im Markgrafentum Ansbach und der Säkularisation des Klosters Heidenheim evangelisch. Es wurde zusammen mit Degersheim 1537 bis 1570 von der Propstei Mariabrunn, danach vom evangelischen Pfarrer von Heidenheim versehen. Der Ort lag im Fränkischen Reichskreis.
Rohrach gehörte hochgerichtlich bis zur Säkularisation zum ansbachischen Oberamt Hohentrüdingen; es hatte dort 1799 16 Untertanen(familien). 1806 wurde Rohrach bayerisch und gehörte zusammen mit der Fuchsmühle zum Steuerdistrikt Degersheim im Landgericht Heidenheim. aus dem 1810 die Ruralgemeinde Degersheim erwuchs. 1828 gab es in Rohrach 20 Familien 100 Einwohner.

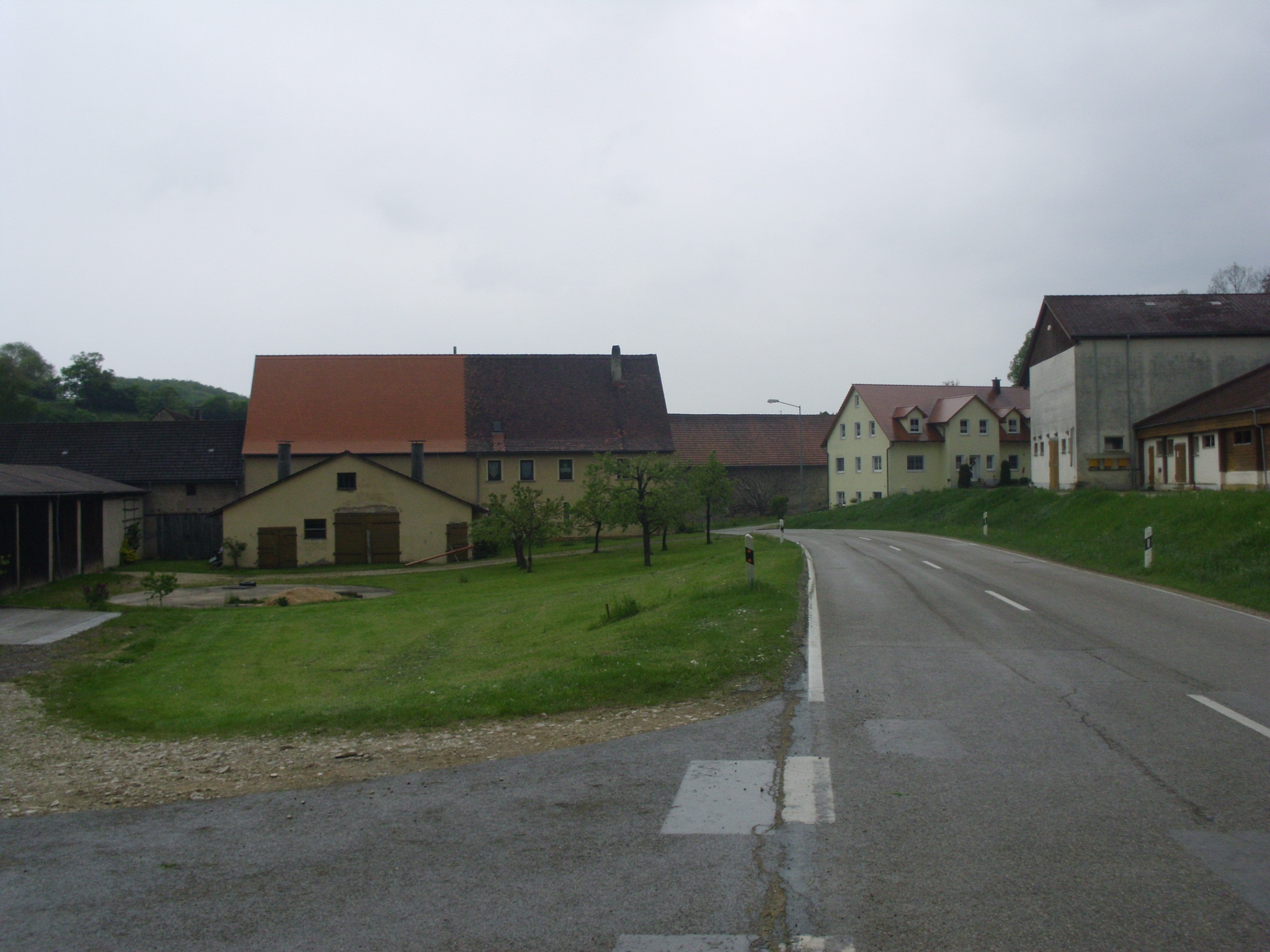
Rohrach im Rohrachtal

Im Jahr 1950 hatte Rohrach 128 Einwohner. In den 1960er Jahren wurde das Dorf an die Gnotzheimer Wassergruppe angeschlossen. Die Gemeinde Degersheim wurde am 1. Juli 1972 nach Heidenheim eingemeindet und kam damit in den vergrößerten neuen Landkreis Weißenburg in Bayern, der am 1. Mai 1973 den neuen Namen Landkreis Weißenburg-Gunzenhausen erhielt. Heute beträgt die Einwohnerzahl 39.